# هاتاوی پاینس (کالیفرنیا)
هاتاوی پاینس (به انگلیسی: Hathaway Pines) یک منطقهٔ مسکونی در ایالات متحده آمریکا است که در شهرستان کالاوراس، کالیفرنیا واقع شده‌است. هاتاوی پاینس ۱٬۰۱۳ متر بالاتر از سطح دریا واقع شده‌است.